# Sarah Knox Taylor

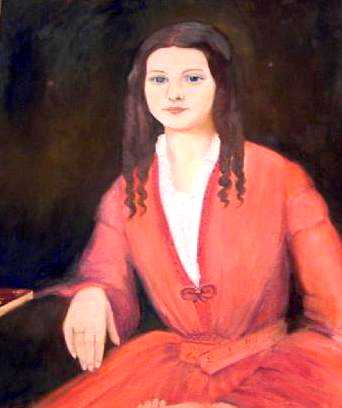
Sarah Knox Taylor

Sarah Knox Taylor (ur. 6 marca 1814 w Vincennes, Indiana, zm. 15 września 1835 w St. Francisville, Luizjana) – córka generała Zachary’ego Taylora, późniejszego prezydenta Stanów Zjednoczonych, oraz jego żony Margaret; była także pierwszą żoną Jeffersona Davisa, podczas amerykańskiej wojny domowej pełniącego urząd jedynego prezydenta Skonfederowanych Stanów Ameryki.
Podczas wojny Czarnego Jastrzębia generał Taylor sprawował komendę nad Fortem Crawford w miejscowości Prairie du Chien w Wisconsin. Mieszkał tam wraz z córką, która w tym właśnie okresie poznała jego młodego podkomendnego, świeżo upieczonego absolwenta akademii wojskowej w West Point, porucznika Jeffersona Davisa.
Zachary Taylor podziwiał zdolności Davisa jako żołnierza, lecz sprzeciwiał się stanowczo uczuciu młodych. Nieco wcześniej starsza córka Taylorów wyszła za wojskowego lekarza Roberta C. Wooda – ze względu na jego służbę małżonkowie po ślubie zamieszkali w raczej odizolowanej placówce granicznej, tam też wychowywało się właśnie ich troje małych dzieci. Generał i jego żona uważali, że pełne trudów wojskowe życie w odosobnieniu będzie zbyt ciężkie dla Sarah.
Zgodnie z życzeniem Taylora Davis złożył dymisję z armii i 17 czerwca 1835 roku poślubił Sarah. Ceremonia odbyła się w domu ciotki panny młodej nieopodal Louisville, a wkrótce po niej oboje nowożeńców zachorowało na malarię. Po nieledwie trzech miesiącach małżeństwa z Jeffersonem Sarah Knox Taylor zakończyła życie. Miało to miejsce w domu jej siostry w Luizjanie.

## Po śmierci Sarah
Davis był załamany zgonem młodej żony, podobnie zresztą jak jej rodzice. Śmierć Sarah stała się powodem długoletniej wrogości między Jeffersonem a teściami. Zakończyła się ona dopiero w 1845 roku przypadkowym spotkaniem Davisa i Taylora na parowcu kursującym po Missisipi.
W 1845 Jefferson ożenił się po raz drugi. Niedługo później wyruszył na front, gdyż wybuchła wojna z Meksykiem. Jako żołnierz odznaczył się bojowo w bitwie pod Buena Vista (został tam ranny), służąc znów pod komendą Zachary’ego Taylora. Generał miał wtedy w uznaniu powiedzieć do niego „Moja córka oceniała ludzi lepiej niż ja”.
W następnych latach Jefferson Davis sprawował także funkcję senatora oraz sekretarza wojny, by ostatecznie w 1861 roku zostać pierwszym i jedynym prezydentem Konfederacji stanów Południa, które wystąpiły z Unii.